# Liste der Baudenkmäler in Sondheim vor der Rhön
Auf dieser Seite sind die Baudenkmäler in der unterfränkischen Gemeinde Sondheim vor der Rhön zusammengestellt. Diese Tabelle ist eine Teilliste der Liste der Baudenkmäler in Bayern. Grundlage ist die Bayerische Denkmalliste, die auf Basis des Bayerischen Denkmalschutzgesetzes vom 1. Oktober 1973 erstmals erstellt wurde und seither durch das Bayerische Landesamt für Denkmalpflege geführt wird. Die folgenden Angaben ersetzen nicht die rechtsverbindliche Auskunft der Denkmalschutzbehörde.
 Diese Liste gibt den Fortschreibungsstand vom 16. April 2020 wieder und enthält 40 Baudenkmäler.

## Ensembles

### Ortskern Stetten

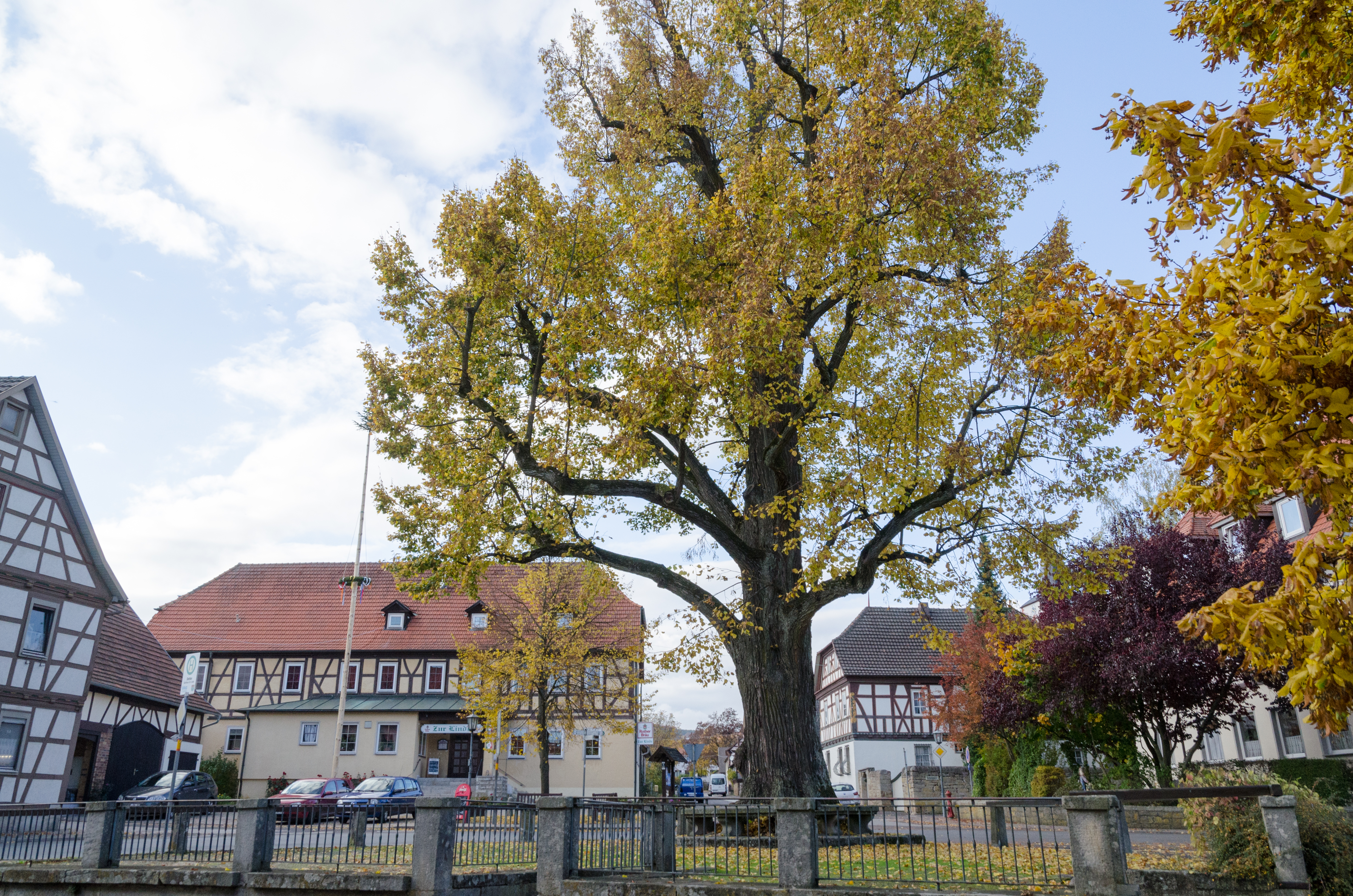
Ortsmittelpunkt von Stetten mit der Dorflinde

Die Anfänge von Stetten, im Banne einer fränkischen Königsburg gelegen, sind aufgrund der ehemaligen Bezeichnung Westheim in die Zeit des fränkischen Landausbaues des 7.–8. Jahrhunderts zu datieren. Als Stetten – Stetihaha, Stätte am Wasser – ist es seit dem 9. Jahrhundert überliefert.
Die steinerne Ringmauer von 1580/91, die in wesentlichen Teilen rings um den Ort erhalten ist, definiert die historische Ausdehnung des Dorfes. Diese Ortsmauer steht in direktem Zusammenhang mit der Kirchhofbefestigung, die bereits vor 1343 entstanden ist. Der Grundriss des unregelmäßigen Haufendorfes zeichnet sich durch einen ausgeprägten und weiträumigen Dorfplatz im Zentrum aus. Hier erhebt sich am Dorfteich die Dorflinde, die architektonische Fassung dieses Bereichs wurde im frühen 20. Jahrhundert erneuert. Bezeichnenderweise begrenzen den Platzraum bedeutende Bauten der Dorfgemeinschaft: das ehemalige gemeindliche Gasthaus Zur Linde mit einem Tanzsaal (Obertor 1), dahinter das Gemeindebackhaus (Backhausgasse 2) und gegenüber das ehemalige Pfarrhaus (Obertor 2), ein barocker Halbwalmdachbau. Diese Bauten rahmen zugleich die breiteste und geradlinigste Straße Obertor ein, die nach Nordwesten aus dem Dorf hinausführt und wo die einzigen Reste des ehemaligen Dorftores erhalten sind. Nördlich dieser Straße, abgeschieden in der Nordwestecke des Dorfes, befindet sich auf einer leichten Anhöhe der Kirchhofbereich mit der Pfarrkirche. Der davor liegende Platzraum, vom Dorfzentrum gegen den Kirchhof ansteigend, wurde Mitte des 19. Jahrhunderts aufgeweitet. Er ist durch seine Pflasterung bestimmt und wird durch das Schulhaus von 1849 und einen zweigeschossigen Fachwerkbau des 18. Jahrhunderts eingefasst. Weitere Bauten der Dorfgemeinschaft sind das ehemalige Brauhaus am östlichen Ortsrand (Brauhausgasse 6) und das ehemalige Hirtenhaus vor dem Obertor (Am Wolfsberg 1).
Bei den Bauernhöfen handelt es sich zumeist um hakenförmige Anlagen, die jedoch teilweise durch den unregelmäßigen Dorfgrundriss und offensichtliche Hofteilungen zu ineinandergeschachtelten Hofstrukturen verändert wurden. Neben den zahlreichen bemerkenswerten Fachwerkhäusern, zum Teil unter Putz und häufig noch aus dem 17. Jahrhundert stammend, prägen das Dorf die Nebengebäude wie Kleintierställe und Scheunen. Die Scheunen besitzen häufig obergeschossige Trockenlauben. Bei der Ausfachung dieser Fachwerkbauten wurde roter Lehm verwendet, wodurch die besondere rote Farbigkeit der Scheunenränder und -zeilen entstanden ist, die entscheidenden Anteil am charakteristischen Dorfbild hat. Im südöstlichen Teil Stettens befindet sich ein kleiner Bereich, der in der Mitte des 19. Jahrhunderts mit gradlinigen Straßen und schematisierten Hofstellen überplant wurde. Umgrenzung: Am Tanzberg – Rother Straße – Nordheimer Straße – Unter der Dorfmauer – Am Göckelsgarten – Gartenweg – Neue Anlage – Am Tiefenweg bis Obertor und Tanzberg. Aktennummer: E-6-73-167-1.

## Ortsbefestigungen

### Sondheim vor der Rhön
Die Ortsmauer von Sondheim vor der Rhön stammt wohl aus der zweiten Hälfte des 16. Jahrhunderts. 1666 wurde sie teilweise wieder aufgebaut. Große Teile sind in Fortsetzung der Kirchhofmauer erhalten: nach Westen nördlich der Schulstraße (Lage), nach Norden abknickend bis zur Bahrastraße. Weitere Reste sind nördlich von Bahrastraße und Schloss (Lage) erhalten, sowie in östlicher Fortsetzung der Poststraße (Lage) und östlich der Mühlgasse (Lage). Aktennummer: D-6-73-167-1.

### Stetten
Die Ortsbefestigung von Stetten besteht aus Mauerzügen des 15./16. Jahrhunderts. An folgenden Adressen sind Teil erhalten: Am Göckelsgarten, Am Tanzberg (Lage), Am Tiefenberg (Lage), Unter der Dorfmauer (Lage) und Harpfig 8 (Lage), bei Obertor 17 Inschrifttafel mit Wappen und bez. 1589. Der Mauerzug Am Tanzberg ist durch einen Mauerzug mit der Kirchhofmauer verbunden. Aktennummer: D-6-73-167-8.

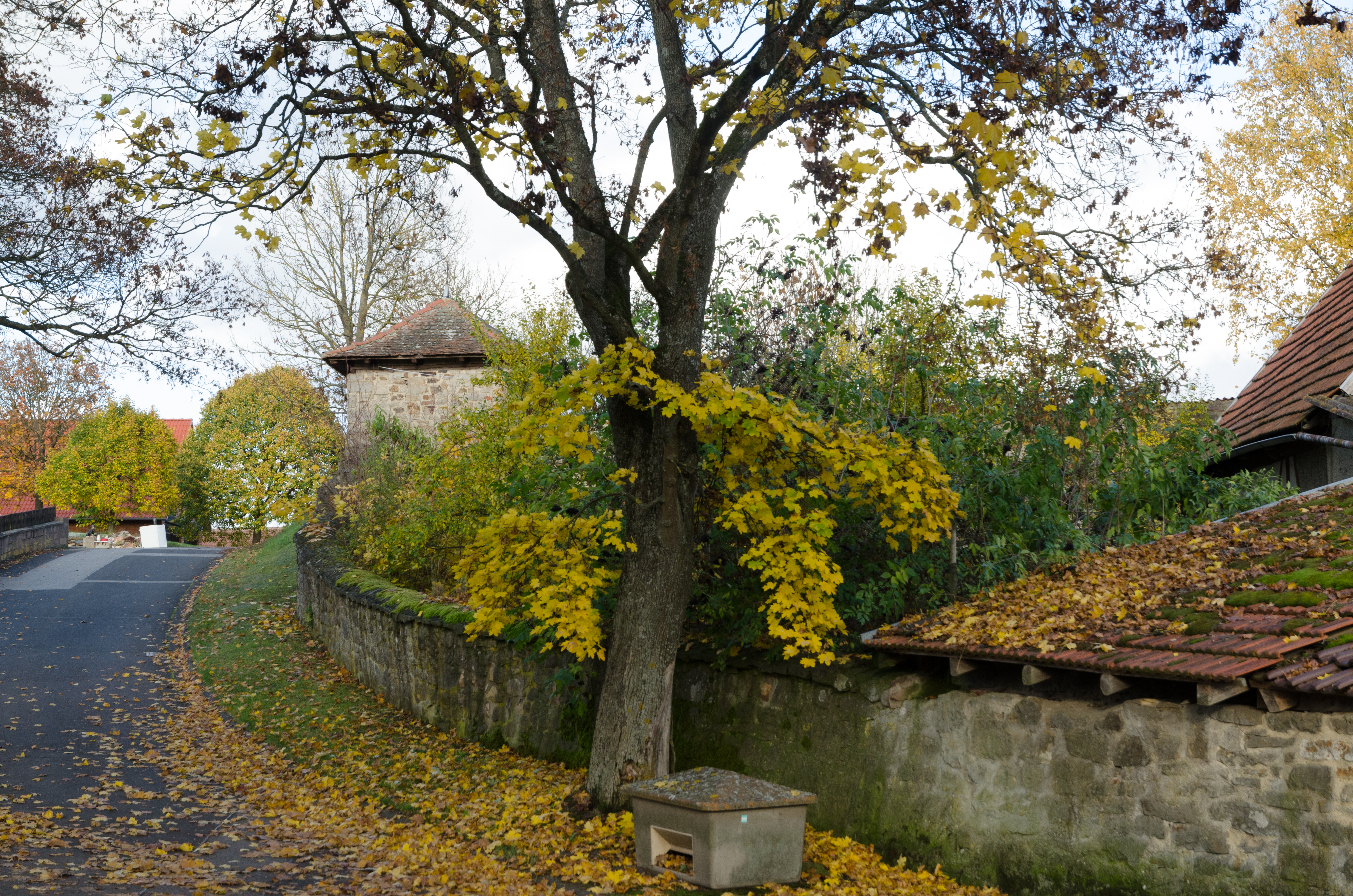
Ortsmauer Am Tanzberg Richtung Norden weitere Bilder
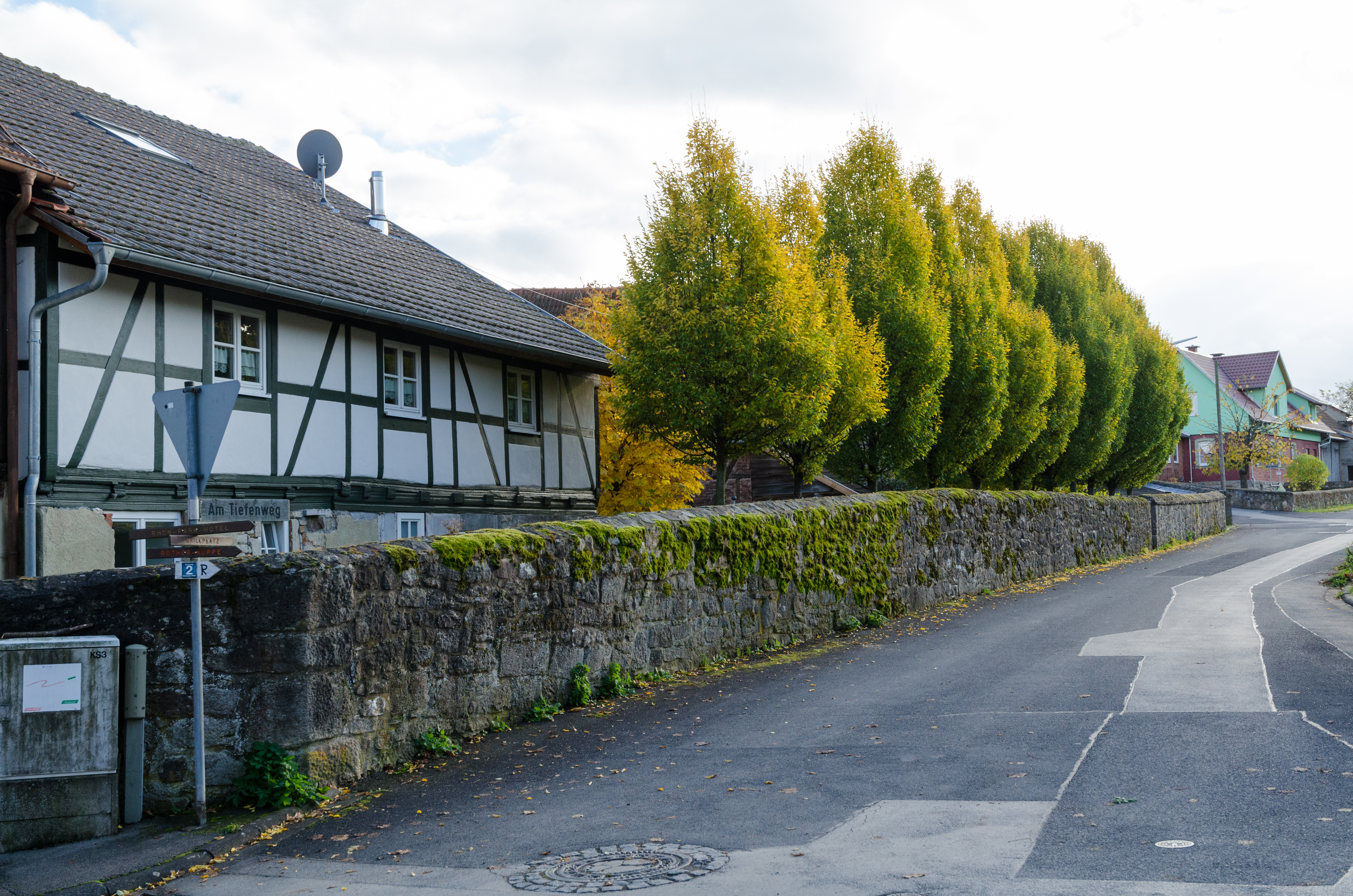
Ortsmauer Obertor 17, 15a Richtung Südwesten weitere Bilder

| Lage                  | Objekt                          | Beschreibung                                                                                        | Akten-Nr.     | Bild           |
| --------------------- | ------------------------------- | --------------------------------------------------------------------------------------------------- | ------------- | -------------- |
| Obertor 17 (Standort) | Ehemaliges Torhaus des Obertors | Zweigeschossiges giebelständiges Fachwerkhaus, 17. Jahrhundert; Inschrift bezeichnet „1646“ (1640?) | D-6-73-167-37 | weitere Bilder |

## Baudenkmäler nach Ortsteilen

### Sondheim vor der Rhön
| Lage                                              | Objekt | Beschreibung | Akten-Nr.              | Bild           |
| ------------------------------------------------- | --- | --- | ---------------------- | -------------- |
| Bahra (Standort)                                  | Bogenbrücke | Zweijochiger Massivbau mit Brüstung, 18. Jahrhundert (bezeichnet „17.“) | D-6-73-167-6           | weitere Bilder |
| Bahrastraße 29 (Standort)                         | Bahra-Mühle, ehemalige Wassermühle | Stattlicher traufständiger Fachwerkbau mit breitem Zwerchhaus, 1842 | D-6-73-167-4           | weitere Bilder |
| Bahrastraße 32 (Standort)                         | Ehemaliges Gebsattelsches Schloss | Um einen zur Straße geöffneten Hof gruppierte Anlage: der zurückgesetzte breitgelagerte historistisch überformte Wohnbau im Kern das Gebsattelsches Schloss mit Treppenturm, bezeichnet „1577“ (Nr. 32), historistische Überformung, bezeichnet „1893“ | D-6-73-167-5           | weitere Bilder |
| Bahrastraße 30 (Standort)                         | Nebengebäude | Ehemaliges Gebsattelsches Schloss, an der Ostseite vorgelagert langgestrecktes schmales Nebengebäude, mit Bruchsteinerdgeschoss, Fachwerkobergeschoss und flachem Walmdach, im Kern 17. Jahrhundert (Nr. 30)                                           | D-6-73-167-5 zugehörig | weitere Bilder |
| Nähe Bahrastraße (Standort)                       | Ökonomiegebäude | Ehemaliges Gebsattelsches Schloss, an der Westseite vorgelagert, in Bruchstein mit Halbwalmdach und Fachwerkgiebel, 18. Jahrhundert | D-6-73-167-5 zugehörig | BW             |
| Kirchberg 6 (Standort)                            | Pfarrhaus | Am Berghang gelegener stattlicher Putzbau mit Mansardhalbwalmdach und Freitreppenvorbau, 1804 | D-6-73-167-3           | weitere Bilder |
| Kirchberg 8 (Standort)                            | Schulhaus | Exponiert am Hügel vor der Kirche gelegen, zweigeschossiges Fachwerkhaus mit Halbwalmdach, 1839 | D-6-73-167-45          | weitere Bilder |
| Kirchberg 10 (Standort)                           | Evangelisch-lutherische Pfarrkirche St. Michael                                                                                              | Chorturmkirche, Anfang 15. Jahrhundert erbaut, bezeichnet „1605“ und „1606“ (Inschrifttafel über dem diamantierten Nordportal), erweitert, südliche Seitenkapelle 1512; mit Ausstattung                                                                | D-6-73-167-2           | weitere Bilder |
| Kirchberg 12 (Standort)                           | Friedhof mit innerer Kirchhofmauer und Tor mit verwitterten Wappensteinen sowie äußerer Friedhofsmauer (Teil der ehemaligen Ortsbefestigung) | 16. Jahrhundert | D-6-73-167-2 zugehörig | BW             |
| Nordheimer Straße, Ecke Am Osterberg 1 (Standort) | Brunnenstock | Von 1648, kubische Brunnensäule in quadratischem Brunnenbecken, bezeichnet „1839“ | D-6-73-167-7           | BW             |

### Stetten
| Lage                         | Objekt                               | Beschreibung | Akten-Nr.               | Bild            |
| ---------------------------- | ------------------------------------ | --- | ----------------------- | --------------- |
| Am Alten Graben 3 (Standort) | Bauernhaus                           | Zweigeschossig, Fachwerk, geschnitzte Eckständer, 17.–19. Jahrhundert, bezeichnet „1623“                                                                           | D-6-73-167-9            | weitere Bilder  |
| Am Alten Graben 6 (Standort) | Wohnhaus                             | Mit Fachwerkobergeschoss, 18./19. Jahrhundert | D-6-73-167-10           | weitere Bilder  |
| Am Kirchberg 3 (Standort)    | Wohnhaus                             | Mit Fachwerkobergeschoss, 18./19. Jahrhundert | D-6-73-167-12           | weitere Bilder  |
| Am Kirchberg 5 (Standort)    | Altes Schulhaus                      | Massiver zweigeschossiger Putzbau auf hohem Bruchsteinsockel, giebelseitig Freitreppe, bezeichnet „1849“                                                           | D-6-73-167-13           | weitere Bilder  |
| Am Kirchberg 7 (Standort)    | Evangelisch-lutherische Kirche       | Saalbau von 1650–52 mit Spolien von 1591, mittelalterlicher Chorturm; mit Ausstattung                                                                              | D-6-73-167-14           | weitere Bilder  |
| Am Kirchberg 7 (Standort)    | Kirchhofbefestigung                  | mit kleinem Walmdachbau im Westen | D-6-73-167-14 zugehörig | weitere Bilder  |
| Am Kirchberg 7 (Standort)    | Leichenhalle                         | Walmdachbau mit Säulenvorhalle, um 1925, Kriegerdenkmal für Ersten Weltkrieg, Stele zwischen vier Säulen, um 1925                                                  | D-6-73-167-14 zugehörig | weitere Bilder  |
| Am Kirchberg 7 (Standort)    | Grabmal                              | Sandstein, bez. 1767 | D-6-73-167-14 zugehörig | BW              |
| Am Kirchberg 8 (Standort)    | Fachwerkhaus                         | Zweigeschossig, bezeichnet „1715“ | D-6-73-167-15           | weitere Bilder  |
| Am Kirchberg 10 (Standort)   | Wohnstallhaus                        | Erdgeschoss in Bruchstein, Obergeschoss in Fachwerk mit Ziegelausfachungen, 18. Jahrhundert                                                                        | D-6-73-167-16           | weitere Bilder  |
| Nähe Harpfig (Standort)      | Scheune                              | 18. Jahrhundert | D-6-73-167-16 zugehörig | weitere Bilder  |
| Am Wolfsberg 1 (Standort)    | Ehemaliges Hirtenhaus                | Erdgeschossiger Fachwerkbau mit Satteldach, 18./19. Jahrhundert | D-6-73-167-20           | BW              |
| Backhausgasse 2 (Standort)   | Gemeindebackhaus                     | Erdgeschossiger Steinbau, bezeichnet „1865“ | D-6-73-167-21           | weitere Bilder  |
| Brauhausgasse 6 (Standort)   | Ehemaliges Brauhaus                  | Massiv mit Fachwerkgiebel, im Kern 17. Jahrhundert (Inschrift: „V.B.S./BREW. MR.BAV. MR. 1658“)                                                                    | D-6-73-167-22           | BW              |
| Gänseteich 1 (Standort)      | Wohnstallhaus                        | Massives Erdgeschoss, Fachwerkobergeschoss, an den geschnitzten Eckständern Maskenköpfe, zweite Hälfte 17. Jahrhundert, Giebel mit Vorkragungen, bezeichnet „1874“ | D-6-73-167-23           | weitere Bilder  |
| Gänseteich 2 (Standort)      | Wohnhaus                             | Massives Erdgeschoss, Zierfachwerk und geschnitzte Eckständer im Obergeschoss, 17. Jahrhundert                                                                     | D-6-73-167-24           | weitere Bilder  |
| Gänseteich 3 (Standort)      | Bauernhof                            | Turmartiges dreigeschossiges Fachwerkhaus mit Halbwalm, wohl 17. Jahrhundert                                                                                       | D-6-73-167-25           | weitere Bilder  |
| Gänseteich 3 (Standort)      | Bauernhof                            | Zweigeschossiges Wohnhaus mit Bruchsteinerdgeschoss und Fachwerkobergeschoss, 1751                                                                                 | D-6-73-167-25           | weitere Bilder  |
| Gänseteich 4, 6 (Standort)   | Doppelhof                            | Wohngebäude mit überbauter Toreinfahrt, Fachwerk, bezeichnet „1770“                                                                                                | D-6-73-167-26           | weitere Bilder  |
| Gänseteich 4, 6 (Standort)   | Doppelhof                            | Scheune, Fachwerkbau mit Hochlaube | D-6-73-167-26           | BW              |
| Gänseteich 8 (Standort)      | Wohnstallhaus                        | Fachwerk, Anfang 19. Jahrhundert | D-6-73-167-27           | weitere Bilder  |
| Gänseteich 9 (Standort)      | Wohnstallhaus                        | Mit vorkragender Traufe, Fachwerk, 17./18. Jahrhundert | D-6-73-167-28           | weitere Bilder  |
| Gänseteich 10, 12 (Standort) | Zwei zusammengebaute Wohnstallhäuser | Im Kern älteres Fachwerk, wohl 17./18. Jahrhundert | D-6-73-167-29           | BW              |
| Harpfig 3 (Standort)         | Wohnstallhaus                        | Fachwerkbau, 18./19. Jahrhundert | D-6-73-167-30           | weitere Bilder  |
| Obertor 1 (Standort)         | Gasthaus Linde                       | Halbwalmdachbau mit Fachwerkobergeschoss, mit eingebautem Tanzsaal, spätes 18./frühes 19. Jahrhundert                                                              | D-6-73-167-31           | weitere Bilder  |
| Backhausgasse 1 (Standort)   | Nebengebäude                         | Satteldachbau mit Fachwerkobergeschoss, bezeichnet „1822“ | D-6-73-167-31           | BW              |
| Obertor 2 (Standort)         | Ehemaliges Pfarrhaus                 | Barocker Halbwalmdachbau mit Fachwerkobergeschoss, geschnitzte Eckständer, aufwendigem Wappenportal bezeichnet „1714“                                              | D-6-73-167-32           | weitere Bilder  |
| Obertor 2 (Standort)         | Ummauerung                           | Mit Pforte des 16./17. Jahrhunderts | D-6-73-167-32           | BW              |
| Obertor 5 (Standort)         | Wohnstallhaus                        | Giebelständig, zweigeschossig, mit Zierfachwerk, bezeichnet „1673“                                                                                                 | D-6-73-167-33           | weitere Bilder  |
| Obertor 6, 8 (Standort)      | Wohnstallhäuser                      | Satteldachbauten mit Fachwerk, 18./19. Jahrhundert | D-6-73-167-34           | Wohnstallhäuser |
| Obertor 6, 8 (Standort)      | Schweinestall und Holzlege           | Davor an der Straße, gleichzeitig | D-6-73-167-34           | weitere Bilder  |
| Obertor 10 (Standort)        | Wohnstallhaus                        | Mit Fachwerkobergeschoss, 17./18. Jahrhundert, bezeichnet „1622“ und „1679“                                                                                        | D-6-73-167-35           | weitere Bilder  |

Hofanlage aus Fachwerkbauten des 18. Jahrhunderts, mit Veränderungen des 19. Jahrhunderts:

| Lage                   | Objekt    | Beschreibung                                                                    | Akten-Nr.               | Bild           |
| ---------------------- | --------- | ------------------------------------------------------------------------------- | ----------------------- | -------------- |
| Obertor 15a (Standort) | Wohnhaus  | Erdgeschoss in Bruchstein, Fachwerkobergeschoss, bezeichnet „1780“              | D-6-73-167-36           | weitere Bilder |
| Obertor 15 (Standort)  | Altenteil | Kleiner traufständiger Fachwerkbau 18. Jahrhundert                              | D-6-73-167-36 zugehörig | weitere Bilder |
| Obertor 15a (Standort) | Scheune   | Aus Backstein mit Fachwerkteilen und verbretterter Giebelseite, 19. Jahrhundert | D-6-73-167-36 zugehörig | BW             |

| Lage                                     | Objekt                              | Beschreibung                                                                     | Akten-Nr.     | Bild           |
| ---------------------------------------- | ----------------------------------- | -------------------------------------------------------------------------------- | ------------- | -------------- |
| Schäfertor 2 (Standort)                  | Wohnstallhaus                       | Mit freigelegter Giebelseite in Fachwerk, 18. Jahrhundert/frühes 19. Jahrhundert | D-6-73-167-38 | weitere Bilder |
| Schäfertor 8 (Standort)                  | Wohnstallhaus                       | Giebelständiger Fachwerkbau, 18. Jahrhundert                                     | D-6-73-167-40 | weitere Bilder |
| Schäfertor 8 (Standort)                  | Nebengebäude                        | Mit Fachwerkobergeschoss, 18. Jahrhundert                                        | D-6-73-167-40 | BW             |
| Schäfertor 9 (Standort)                  | Wohnhaus                            | Zweigeschossiger Eckbau in Fachwerk, erste Hälfte 19. Jahrhundert                | D-6-73-167-41 | weitere Bilder |
| Schäfertor 11 (Standort)                 | Bauernhof, Wohnstallhaus            | Verputzter Fachwerkbau, 18. Jahrhundert mit wohl älterer Kern                    | D-6-73-167-42 | BW             |
| Schäfertor 11 (Standort)                 | Bauernhof, Nebengebäude             | Mit ornamentiertem, freigelegtem Eckständer                                      | D-6-73-167-42 | BW             |
| Schulgasse 3; Nähe Schulgasse (Standort) | Wohnhaus                            | Verputzter Satteldachbau, 18. Jahrhundert; mit älterem Kern                      | D-6-73-167-43 | BW             |
| Schulgasse 3; Nähe Schulgasse (Standort) | Nebengebäude, Scheune mit Hochlaube | 1797                                                                             | D-6-73-167-43 | BW             |

## Ehemalige Baudenkmäler
In diesem Abschnitt sind Objekte aufgeführt, die früher einmal in der Denkmalliste eingetragen waren, jetzt aber nicht mehr. Objekte, die in anderem Zusammenhang also z. B. als Teil eines Baudenkmals weiter eingetragen sind, sollen hier nicht aufgeführt werden. Aktennummern in diesem Abschnitt sind ehemalige, jetzt nicht mehr gültige Aktennummern.

| Lage                               | Objekt                   | Beschreibung                                                                                  | Akten-Nr.     | Bild                     |
| ---------------------------------- | ------------------------ | --------------------------------------------------------------------------------------------- | ------------- | ------------------------ |
| Stetten Am Mühlenhaug 5 (Standort) | Schmidtsmühle            | Halbwalmdachbau mit Fachwerkobergeschoss, erste Hälfte 19. Jahrhundert, aufgestockt 1925      | D-6-73-167-17 | BW                       |
| Stetten Schäfertor 6 (Standort)    | Ehemaliges Wohnstallhaus | Traufständiger verputzter Fachwerkbau mit Überstand an Giebel und Traufseite, 18. Jahrhundert | D-6-73-167-39 | Ehemaliges Wohnstallhaus |